# 크리스트킨들레스마르크트 (뉘른베르크)

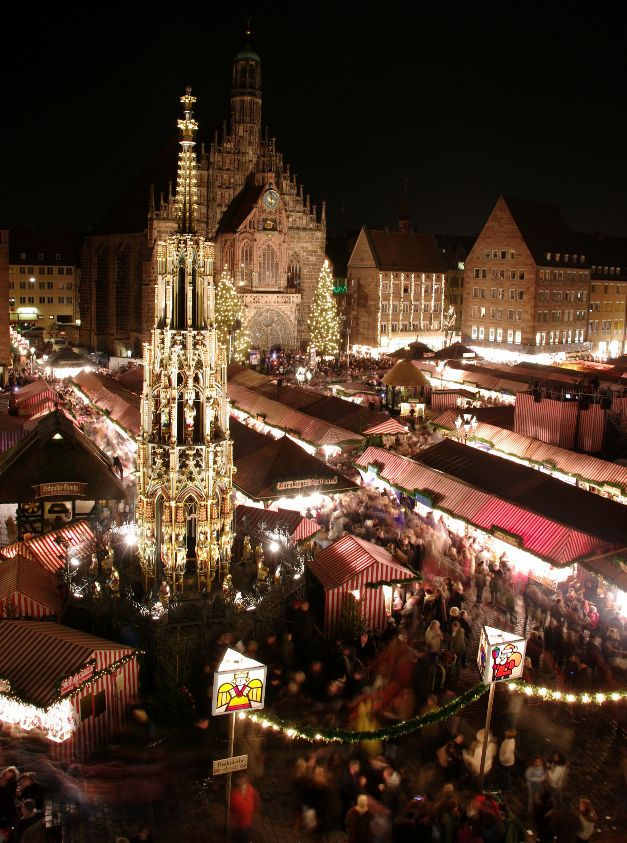
크리스트킨들레스마르크트

크리스트킨들레스마르크트(독일어: Christkindlesmarkt)는 독일 바이에른주 뉘른베르크에서 매년 열리는 크리스마스 마켓이다.
구시가지의 중심 광장인 하우프트마르크트와 인접한 광장과 거리에서 대림절 동안 열린다. 연간 약 200만 명의 방문객이 찾는 크리스트킨들레스마르크트는 독일에서 가장 크고 세계에서 가장 유명한 크리스마스 마켓 중 하나다. 매년 크리스마스 마켓은 대림절 첫 번째 일요일 전 금요일에 시작하여 크리스마스 이브에 끝난다.

## 역사
크리스트킨들레스마르크트의 기원은 알려지지 않았다. 이와 관련된 가장 오래된 증거는 뉘른베르크의 독일 국립 박물관이 소장하고 있는 침엽수로 만든 상자다.
공식 문서에서 Kindleinbescheren (어린이에게 크리스마스 선물 나눠주기) 또는 Weihnachtszeit (크리스마스 시즌)라는 단어는 1610년부터 사용되었다. 그러나 이러한 단어가 크리스트킨들레스마르크트와 관련이 있는지는 확실하지 않다. 1610년에서 1639년 사이에 주간 시장에서 전통적으로 판매된 데서 유래했으며 점차 독립적인 시장으로 발전했다고 추정하고 있다. 원래 시장은 성 바르바라 축일 (12월 4일)에 문을 열었다. 방문객이 많아서 1973년에 개장일이 대림절 첫 번째 일요일 전 금요일로 앞당겨졌고 그 이후로 계속 그렇게 유지되었다. 1939년에서 1948년 사이에는 시장이 없었다.